# 월드 이코노 무브

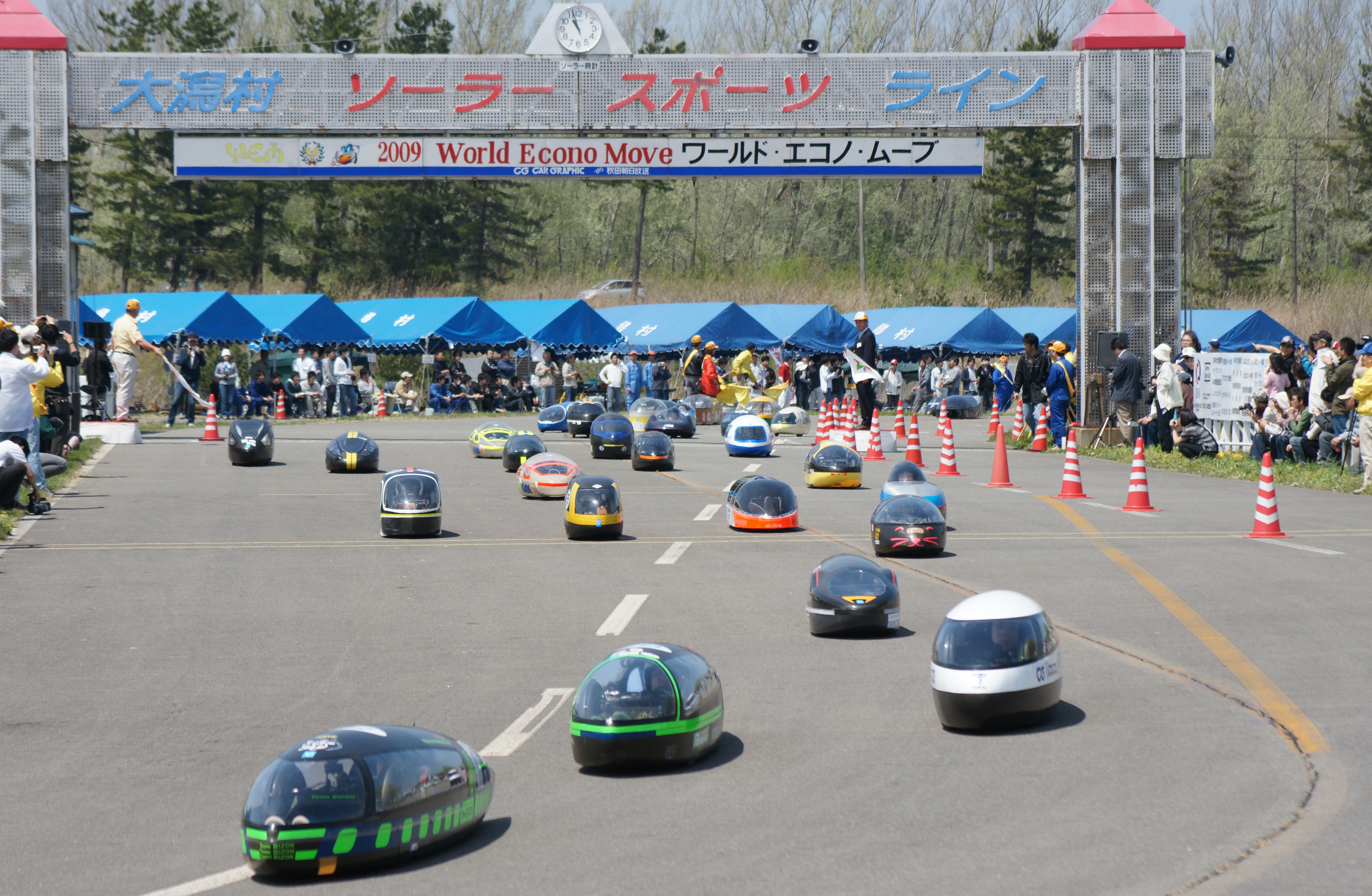
2009년 월드 이코노 무브

월드 이코노 무비(일본어: ワールド・エコノ・ムーブ, 영어: World Econo Move, WEM)는 일본의 경주로, 대회 측에서 지급되는 동일한 조건의 배터리 또는 수소 탱크를 이용하여 2시간의 거리를 달리게 하여 겨루는 에너지 절약 레이스이다. 1995년 아키타현 오가타촌의 솔라 스포츠 라인에서 제 1회 대회가 개최되었다.